# Манижа Давлатова
Манижа Давлатова (таџ. Манижа Давлатова, Maniƶa Davlatova; Кулоб, 31. децембар 1982), позната и под персијским именом Маниџа Давлат (перс. منیژه دولت, Manija Dawlat), бивша је таџичка поп певачица. Сем у Таџикистану, наступала је и у Ирану и Авганистану. Није певала обичну поп музку, већ традиционални персијски стил. Са певањем је престала 2006. из верских разлога.

## Биографија
Манижа је рођена 31. децембра 1982. у Кулобу. С певањем није почела у Таџикистану, већ је прве концерте одржала у авганистанским градовима Мазари Шарифу и Кабулу. Ускоро је постала позната и ван Авганистана, у којем је спроведена анкета којом је Давлатова изгласана за најпопуларнију певачицу.

## Каријера
Манижа је до 2004. издала два албума, оба снимљена и Мазари Шарифу. Извештаји новинара говоре да су њени концерти у Кабулу 19. и 20. јануара 2006. били веома посећени, иако су им претходиле претње. На оба концерта, бина је била украшена многобројним букетима цвећа. Касније исте године, заједно са иранском певачицом и глумицом Лејлом Форухар, Давлатова је одржала концерте и у Душанбеу. Иако јој је 2006. била најуспешнија година, она се повукла са сцене, а као разлоге наводи разочараност у таџичку поп културу, као и интересовање за ислам, који наступе ради забаве сматра грехом.